# Куличье
Куличье — посёлок в Троицком районе Алтайского края. Входит в состав Заводского сельсовета.

## География
Расположен в центральной части края, у озера Утиное, в 10 км к западу от центра сельского поселения села Заводское.
Климат
континентальный. Средняя температура января −19 °C, июля +19,9 °C. Годовое количество атмосферных осадков 450 мм.

## Население
| 1997 | 1998 | 1999 | 2000 | 2001 | 2002 | 2003 | 2004 | 2005 |
| ---- | ---- | ---- | ---- | ---- | ---- | ---- | ---- | ---- |
| 140  | ↘135 | ↘115 | ↘110 | ↘108 | ↘78  | ↘47  | ↘37  | ↘35  |
| 2006 | 2007 | 2008 | 2009 | 2010 | 2011 | 2012 | 2013 |      |
| ↘26  | ↘18  | ↘15  | →15  | ↘5   | ↘4   | →4   | →4   |      |

Национальный состав
Согласно результатам переписи 2002 года, в национальной структуре населения русские составляли 92 % от 47 чел.

## Инфраструктура
Социальные услуги жители получают в ближайших населённых пунктах.

## Транспорт
Куличье доступно автомобильным транспортом.
Проходит автодорога межмуниципального значения «а/д Р-256 — Гордеевский — Заводское — Куличье — Озеро-Петровское» (идентификационный номер 01 ОП МЗ 01Н-5104).